# Automotrici Ad 01-10
Le automotrici del gruppo Ad 01 ÷ 10 (chiamate comunemente automotrici MAN) sono una serie di rotabili automotori per trasporto di viaggiatori a motore termico, a scartamento normale, costruiti per le Ferrovie del Sud Est e per la Ferrovia della Valle Caudina dalle Officine Meccaniche della Stanga tra 1939 e 1940.

## Storia
Le automotrici, costruite dalla Stanga sulla base di un collaudatissimo progetto della tedesca MAN Maschinenfabrik vennero ordinate intorno al 1938 dalle Ferrovie del Sud Est e dalla Ferrovia della Valle Caudina per l'ammodernamento del proprio servizio ferroviario. Tra 1939 e 1940 ne vennero consegnate 6 unità alle FSE che assegnò loro la numerazione Ad 01-06 e poco tempo dopo 4 unità alla FBN; queste ultime tuttavia non fecero molto servizio in quanto a causa dei bombardamenti della seconda guerra mondiale vennero seriamente danneggiate. Nel 1946 i 4 relitti vennero acquisiti dalle FSE che ne affidarono la ricostruzione alla Officine Meccaniche Reggiane e alla Stanga che le consegnarono perfettamente ricostruite tra 1952 e 1953; vennero immatricolate come FSE Ad 07-10.
Le automotrici, presentate ufficialmente presso la stazione di Martina Franca il 29 aprile 1940, prestarono inizialmente servizio sulla linea Bari-Martina-Taranto effettuando treni classificati "celeri" (equivalenti ai "rapidi" delle FS, con tanto di supplemento). Con il passare del tempo le automotrici furono adibite ai servizi sulle linee del Salento: l'ultima automotrice in servizio, la Ad 06, svolse i suoi ultimi viaggi nel 1996.
Delle dieci automotrici MAN ne sono conservate al 2014 due: la Ad 04, preservata per la conservazione, e la Ad 06, ceduta nel 1999 ad un'associazione di Lecce; le altre automotrici sono state demolite nel 2008 ad eccezione delle automotrici Ad 08 e Ad 10 (distrutte da due incendi rispettivamente nel 1981 e nel 1992).

## Caratteristiche tecniche

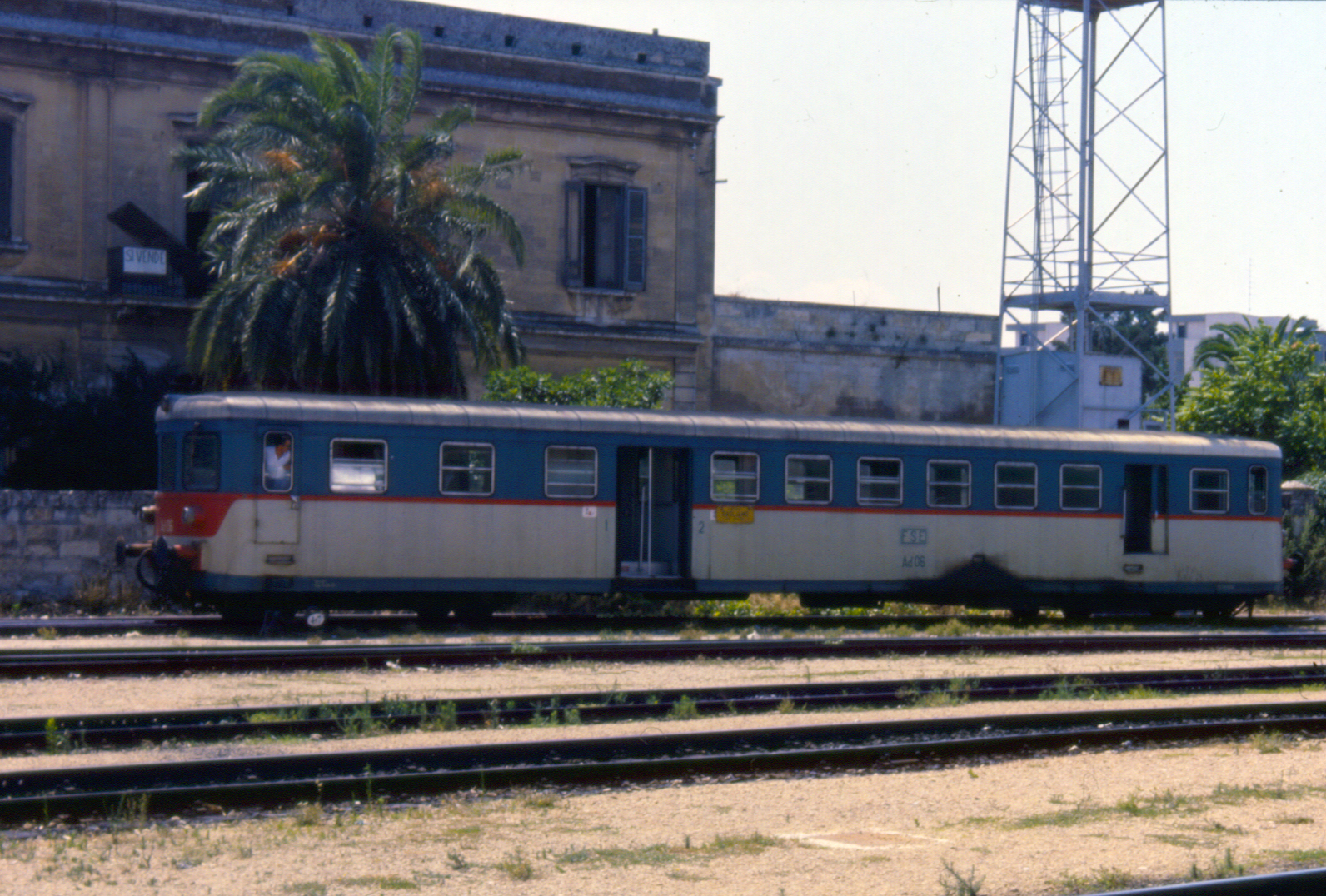
Automotrice Ad 06 a Lecce nel 1986

La struttura della cassa è in acciaio saldata elettricamente. Il motore è un diesel a 6 cilindri a 4 tempi a iniezione diretta; la sua cilindrata è di 31.750 cm³ in grado di fornire una potenza massima di 165 kW a 1000 giri/min. La trasmissione è meccanica con due alberi a giunti cardanici tra cambio e assi di un carrello. Il cambio è a 4 marce del tipo sempre in presa ad azionamento pneumatico. Il sistema frenante è quello a ceppi, ad aria compressa, sistema Westinghouse. La velocità massima raggiunta è di 88 km/h. La capacità di posti a sedere è di 16 posti in 1ª classe e di 70 in 2ª classe.
Successivamente al loro ingresso in servizio, su tre unità fu montato un compressore Brown Boveri, per permettere il traino di una carrozza; tale dispositivo fu eliminato negli anni settanta.
Nel 1980 le automotrici furono soggette a revamping: fu sostituito il motore originale con un Breda tipo ID36N6W da 160 kW, fu variato il rapporto al ponte, spostato il serbatoio del gasolio e sostituita la dinamo con un alternatore. Anche la cassa e gli interni furono rinnovati: cambiarono i sedili, l'impianto di illuminazione, i fanali e i finestrini. Fu inoltre cambiata la livrea, adottandone una analoga a quella delle più moderne automotrici Ad 31 ÷ 45.